# Conny Plank
Konrad "Conny" Plank (Hütschenhausen, Kaiserslautern, 3 de maio de 1940 - Cologne, 18 de dezembro de 1987) foi um produtor e músico da Alemanha. Sua criatividade como engenheiro de som e produtor ajudou a moldar algumas das gravações mais importantes e inovadores da música popular do pós-guerra Europeu, cobrindo uma grande variedade de gêneros, incluindo rock progressivo, música avant-garde e música eletrônica. Plank foi diversas vezes referido como o "Phil Spector do Krautrock"

## História
Conny Plank foi um dos responsáveis por definir o amplo gênero musical surgido nos anos 1970 na Alemanha, agora conhecida como Krautrock, e é sem dúvida o elo unificador entre a maioria de suas produções díspares tendo produzido e integrado bandas como Neu!, Can, Harmonia e Kraftwerk. Seu trabalho também influenciou a produção de estúdio e técnicas de engenharia de todo o mundo.
Plank também teve uma notável carreira como músico solo, tocando teclado e guitarra nos álbuns de bandas como Guru Guru, Cluster Os Mundi. Ele colaborou com Dieter Moebius em cinco álbuns de estúdio (Moebius & Plank), gravados entre 1979 e 1986. A série Moebius & Plank foi o prenuncio do techno e música eletrônica e influenciou muitos músicos mais tarde.

## Influencias
Plank e as bandas com as quais ele trabalhou na Alemanha tiveram uma forte influência sobre os artistas de rock mainstream, alguns dos quais eram capazes de popularizar os aspectos de sua técnica de produção e sua abordagem altamente distintiva. Na década de 1980 a nova geração de bandas de pop eletrônico foram capazes de concretizar suas ideias quando novos instrumentos eletrônicos tornaram-se prontamente disponíveis..
Sobre a participação de Plank no álbum "Neu! 75", Michael Rother declarou:
| “ | Claro que ele tinha qualidades técnicas, que foram muito importantes, mas o que era mais importante era que ele estava tão entusiasmado com nossas ideias. Ele tinha os ouvidos para ouvir e o coração para sentir, ele queria nos ajudar a criar esse tipo de som (krautrock). | ” |

Plank (que começou sua carreira como técnico de som de Marlene Dietrich), foi um crente fervoroso nas possibilidades da música eletrônica e um mestre de criação surpreendente sons eletrônicos, mas ele também era adepto em misturá-los com sons convencionais, ou sons naturais que recebem tratamentos pouco convencionais, como a utilização de grandes recipientes de metal e outros objetos industriais como instrumentos de percussão.